# بين شيلتون
بين شيلتون (بالإنجليزية: Ben Shelton)‏ هو لاعب كرة قاعدة أمريكي، ولد في 21 سبتمبر 1969 في شيكاغو في الولايات المتحدة.

## وصلات خارجية
- بين شيلتون على موقعبيزبول رفرنس.كوم (الدوري الرئيسي) (الإنجليزية)